# Marco Holzer

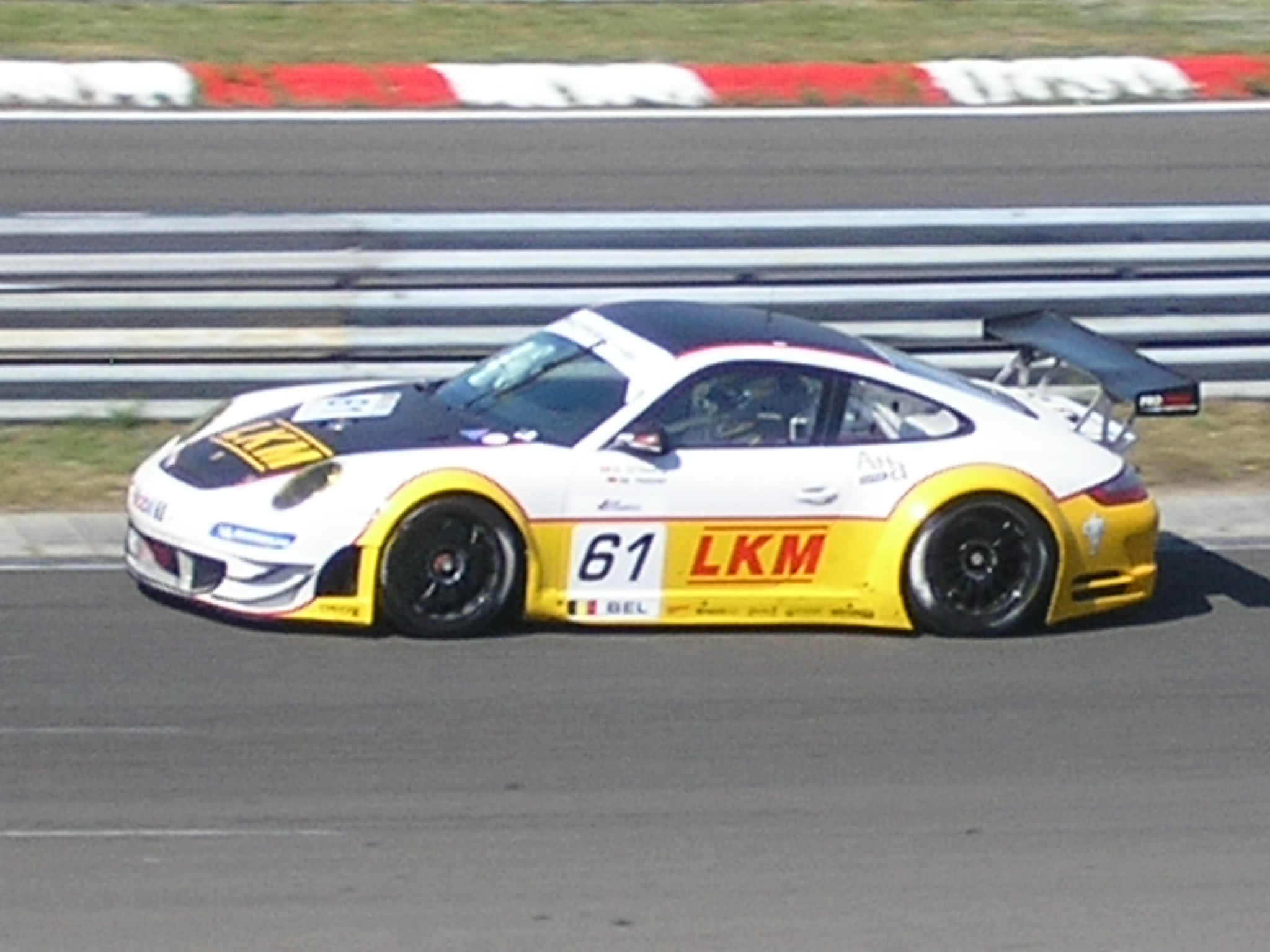
Marco Holzer auf dem Hungaroring 2009

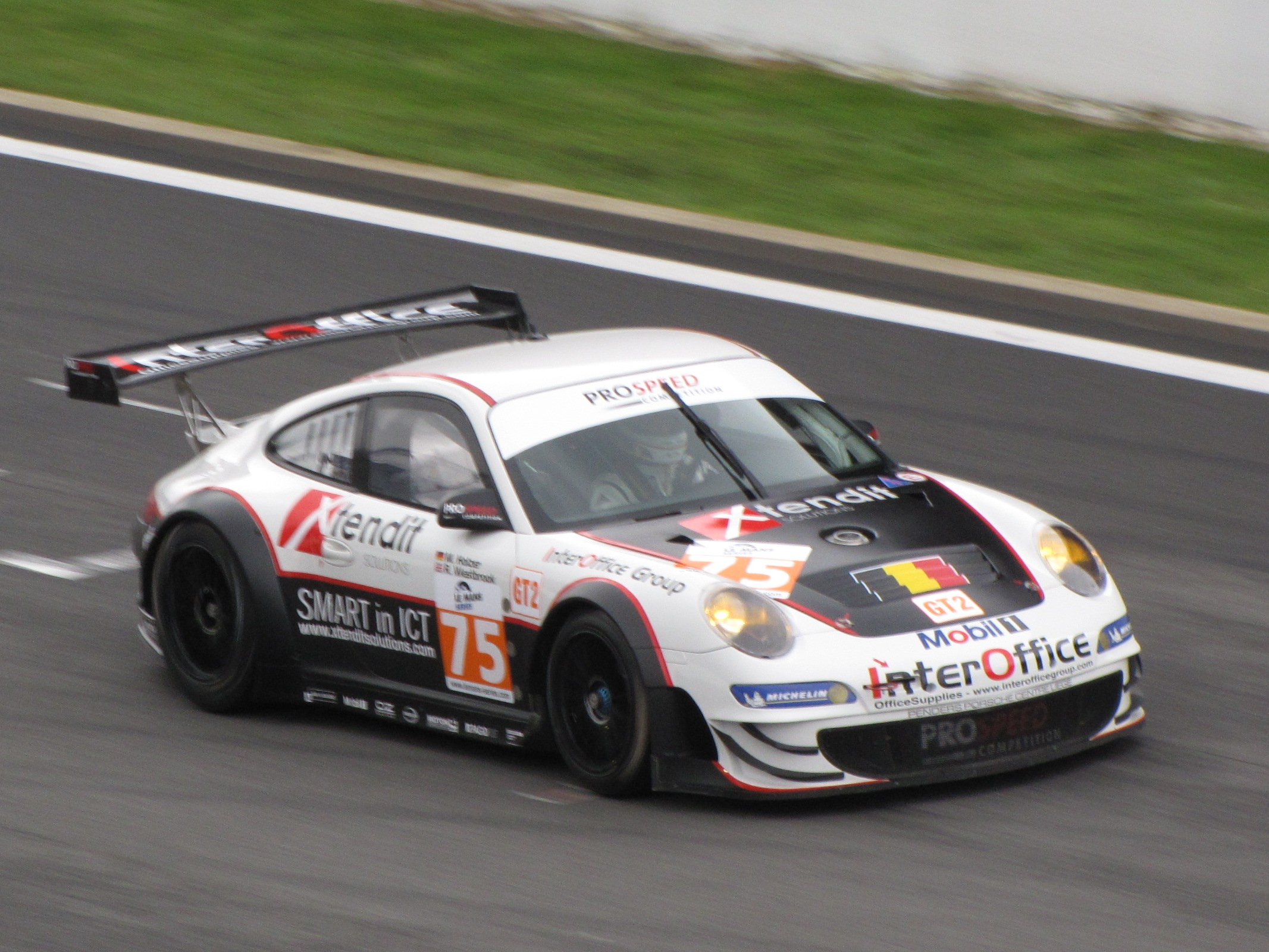
Marco Holzer beim 1000-km-Rennen von Spa-Francorchamps 2010

Marco Holzer (* 30. Juli 1988 in Bobingen) ist ein deutscher Automobilrennfahrer.

## Karriere
Holzer begann seine Motorsportkarriere 1997 im Kartsport, den er bis 2003 ausübte. 2004 wechselte der Nachwuchsrennfahrer in die deutsche Formel BMW damit in den Formelsport. Für AM-Holzer Rennsport startend wurde er 20. in der Gesamtwertung. 2005 bestritt er seine zweite Saison in der deutschen Formel BMW und qualifizierte sich mit dem 13. Gesamtrang für das Formel BMW Weltfinale, welches er von der Pole-Position aus startend vor Sébastien Buemi und Nico Hülkenberg gewann. 2006 trat Holzer erneut in der deutschen Formel BMW an und gewann drei Rennen. Am Saisonende belegte er hinter dem Meister Christian Vietoris und Mika Mäki den dritten Platz im Gesamtklassement.
2007 blieb Holzer bei AM-Holzer Rennsport und wechselte in die Formel-3-Euroserie. Seine beste Platzierung war ein siebter Platz. Er konnte keine Punkte einfahren und belegte am Saisonende den 19. Gesamtrang. 2008 kehrte Holzer dem Formelsport den Rücken und wechselte in den GT-Sport. Er startete im Porsche Carrera Cup Deutschland für das UPS-Porsche-Junior-Team und wurde mit einem Rennsieg Fünfter. Außerdem fuhr er bei sechs Rennen des Porsche Supercups. Mit dem vorzeitigen Ende des Juniorenprogramms erhielt Holzer 2009 ein Cockpit bei Prospeed Competition in der FIA-GT-Meisterschaft. Er startete in einem Porsche 997 GT3 RSR in der GT2-Klasse und wurde mit einem Klassensieg beim letzten Rennen Achter in dieser Kategorie. Als Juniorwerksfahrer startete er für Porsche zudem in ausgewählten Meisterschaftsläufen unterschiedlicher GT-Serien. Unter anderem der Asian Le Mans Series, die er auf Podium der GT2-Klasse beendete.
2010 gewann der Deutsche das 24-Stunden-Rennen in Dubai für IMSA Performance Matmut, zusammen mit Porsche-Werksfahrer Patrick Pilet und Teamchef Raymond Narac.  Für die weitere Saison kehrte Holzer aber wieder zu Prospeed Competition zurück, die nun in der Le Mans Series starten.
Holzer hat bereits Erfahrungen in einem Formel-1-Auto gemacht, da er 2006 als Belohnung für den Gewinn des Formel BMW Weltfinales Formel-1-Testfahrten für BMW Sauber absolvierte.
Seine bisher letzte aktive Saison war 2016, als er unter anderem im ADAC GT Masters am Start war.
Seit August 2019 ist er wieder aktiv in den ADAC GT Masters für das Team Ironforce by RingPolice zusammen mit Lucas Luhr und Jan-Erik Slooten.

## Karrierestationen
- 1997–2003: Kartsport
- 2004: Deutsche Formel BMW (Platz 20)
- 2005: Deutsche Formel BMW (Platz 13)
- 2006: Deutsche Formel BMW (Platz 3)
- 2006: Formel 1 (Testfahrer)
- 2007: Formel-3-Euroserie (Platz 19)
- 2008: Porsche Carrera Cup Deutschland (Platz 5)
- 2009: FIA-GT-Meisterschaft, GT2-Klasse (Platz 8)
- 2016: ADAC GT Masters
- 2019: ADAC GT Masters
- 2019: Blancpain GT World Challenge America

### Le-Mans-Ergebnisse
| Jahr | Team                      | Fahrzeug            | Teamkollege         | Teamkollege       | Platzierung | Ausfallgrund |
| ---- | ------------------------- | ------------------- | ------------------- | ----------------- | ----------- | ------------ |
| 2010 | BMS Scuderia Italia SpA   | Porsche 997 GT3 RSR | Timo Scheider       | Richard Westbrook | Rang 14     |              |
| 2011 | Prospeed Competition      | Porsche 997 GT3 RSR | Marc Goossens       | Jaap van Lagen    | Rang 23     |              |
| 2012 | Flying Lizard Motorsports | Porsche 997 GT3 RSR | Patrick Long        | Jörg Bergmeister  | Ausfall     | Unfall       |
| 2014 | Porsche AG Team Manthey   | Porsche 911 RSR     | Frédéric Makowiecki | Richard Lietz     | Rang 17     |              |

### Sebring-Ergebnisse
| Jahr | Team                      | Fahrzeug             | Teamkollege      | Teamkollege    | Platzierung | Ausfallgrund |
| ---- | ------------------------- | -------------------- | ---------------- | -------------- | ----------- | ------------ |
| 2011 | Flying Lizard Motorsports | Porsche 997 GT3 RSR  | Darren Law       | Seth Neiman    | Rang 17     |              |
| 2012 | Flying Lizard Motorsports | Porsche 997 GT3 RSR  | Jörg Bergmeister | Patrick Long   | Rang 50     |              |
| 2013 | Paul Miller Racing        | Porsche 997 GT3 RSR  | Bryce Miller     | Richard Lietz  | Rang 20     |              |
| 2014 | Team Falken Tire          | Porsche 911 GT3 RSR  | Bryan Sellers    | Wolf Henzler   | Rang 16     |              |
| 2015 | Flying Lizard Motorsports | Audi R8 LMS Grand-Am | Robert Thorne    | Colin Thompson | Rang 33     |              |